# Sophie Skelton
Sophie Skelton (Stockport, 7 maart 1994) is een Brits actrice. Ze is het meest bekend van haar rol als Brianna Fraser in de Starz-dramaserie Outlander.

## Biografie
Skelton is geboren en groeide op in Woofdford, Stockport. Ze is de dochter van een ondernemer van een uitvinder van kinderspeelgoed. Ze begon met dansen op driejarige leeftijd en groeide door naar ballet aan de Royal Academy of Arts in Londen alvorens ze ging spelen in musicals en theaterproducties. Haar eerste professionele filmrol had Skelton in het tweede seizoen van de Britse crimedramaserie DCI Banks, waar ze in twee aflevering de rol van scholiere Becca Smith vertolkte.
Skelton ging naar de Stockport Grammar School waar ze haar A-levels verkreeg in 2012. Ze studeerde Engelse literatuur aan het King's College London, maar het volgende jaar wees ze een verdere voortzetting van de studie af om vol voor een acteercarrière te gaan.
In 2013 had Skelton een gastrol als Esme Vasquez-Jonez in de CBBC kinderdramaserie The Dumping Ground. Hetzelfde jaar vertolkte ze Nikki Boston's vervreemde dochter Even in het negende seizoen van de BBC One school dramaserie Waterloo Road en Yasmin Carish in  de dertiende aflevering van de medische serie Doctors.
Skeltons eerste filmrol was in The War I knew uit 2014. Hierin speelde ze de rol van een paratrooper in de Tweede Wereldoorlog die achter de verdedigingslinie van de vijand terechtkwam. Een jaar later keerde ze terug naar televisierollen. Opnieuw vertolkt ze een rol in de BBC-serie Doctors, waarin ze ditmaal de rol van Ellen Singleton speelde in de zestiende aflevering van de serie. Vervolgens had ze een gastrol in de negende aflevering van de ITV post Tweede Wereldoorlog-dramaserie Foyle's War Later dat jaar verscheen Skelton als Sofia Matthews in de twaalfde aflevering van So Akward, een sitcom van CBBC die zich focuste op drie sociaal beperkte vrienden en in twee afleveringen als gastrol Gemma Holt in de BBC One medische dramaserie Casualty.
In de 2016 fantasy horrorfilm Blackbird speelde Skelton haar eerste filmhoofdrol als het personage Charlotte Stente Nielsen. In hetzelfde jaar had ze ook een rol in de Britse fantasy actie-avontuur serie Ren: The Girl with the Mark. Voor haar rol in deze serie verkreeg Skelton een award in de categorie Beste hoofdrol in een Sci-Fi en Fantasy op het Hyperdrive Sci-Fi and Fanatsy Film Festival. Tevens had Skelton in 2016 een hoofdrol te pakken als Brianna Fraser in de Starz televisieserie Outlander. In deze rol speelde ze naast de Schotse acteur Richard Rankin als Roger MacKenzie begon als een terugkerende rol, maar vanaf het vierde seizoen werd Skelkton gepromoveerd tot hoofdrolspeelster in de verhaallijnen gebaseerd op de boekserie van Diana Gabaldon.
In 2017 vertolkte Skelton de rol van Jess in de film Another Mother's Son gebaseerd op het waargebeurde verhaal van Louisa Gold, een weduwe woonachtig in een door nazi's bezet Jersey tijdens de Tweede Wereldoorlog. Daarnaast had ze datzelfde jaar rollen in Day of the Dead: Bloodline, een remake van de gelijknamige zombiefilm van George Romero uit 1985, en naast Nicolas Cage in de heistfilm 211, gebaseerd op de waargebeurde Battle of North Hollywood in 1997.

## Filmografie

### Films
| Jaar | Titel                      | Rol          | Opmerkingen |
| ---- | -------------------------- | ------------ | ----------- |
| 2014 | The War I Knew             | Margaret     |             |
| 2016 | Blackbird                  | Rose         | Korte film  |
| 2017 | Another Mother's Son       | Jess         |             |
| 2017 | Day of the Dead: Bloodline | Zoe Parker   |             |
| 2018 | 211                        | Lisa MacAvoy |             |
| 2022 | Stalker                    | Rose Hepburn |             |

### Televisie
| Jaar       | Titel                       | Rol                             | Extra                               |
| ---------- | --------------------------- | ------------------------------- | ----------------------------------- |
| 2012       | DCI Banks                   | Becca Smith                     | 2 afl.                              |
| 2013       | The Dumping Ground          | Esme Vasquez-Jones              | 1 afl.                              |
| 2013−2014  | Waterloo Road               | Eve Boston                      | 2 afl.                              |
| 2013, 2015 | Doctors                     | Yasmin Carish / Ellen Singleton | 2 afl.                              |
| 2015       | Foyle's War                 | Student Jane                    | 1 afl.                              |
| 2015       | So Awkward                  | Sofia Matthews                  | Terugkerende rol; 12 afl.           |
| 2015       | Casualty                    | Gemma Holt                      | 2 afl.                              |
| 2016       | Ren: The Girl with the Mark | Hoofdrol; 5 afl.                |                                     |
| 2016–heden | Outlander                   | Brianna Fraser                  | Hoofdrol (seizoen 2–heden); 48 afl. |
| 2023       | Castlevania: Nocturne       | Julia Belmont (stem)            | 1 afl.                              |